# ジャパンカップ国際女子ソフトボール大会
ジャパンカップ国際女子ソフトボール大会（JAPAN CUP International Women's Softball Championship）は、1999年から日本で開催されている女子ソフトボールの国際大会。主催は日本ソフトボール協会と毎日新聞社（1999年は共催）。開催時期および開催地は年によって異なる。

## 概要
ソフトボールの強豪チームを日本に招いて行われる国際大会である。参加国は日本の他、前年の世界ランキング上位チームや世界女子ソフトボール選手権、オリンピックの上位入賞チームなどが招待され、各回3〜4の国・地域のチームで争われる。
1999年に日本、中国、オーストラリアが参加する大会として開催。ただし現在ではこの大会は開催回数に含まれていない。
2002年から毎年開催となる。ただしオリンピック開催年は開催されない。2011年に発生した東日本大震災の影響で、2010年の大会を以て中断。
2015年に5年ぶりに再開。2016年はリオデジャネイロオリンピックが開催されたが、同大会ではソフトボール競技が行われなかったため開催された。2020年は東京オリンピックが予定されていたため開催されなかったが、新型コロナウイルス感染症 (COVID-19) の影響で大会が2021年に延期されたため2年連続での休止となった。

## 競技方式
世界野球ソフトボール連盟の国際ルールに基づいて行われる。ベンチ入り選手は17人で、試合ごとに選手の入れ替えが可能。
予選リーグは全チーム１回総当りで行われる。ただし参加チームが3チームだった1999年、2003年、2010年は各2回ずつの総当り。このうち2003年は雨天のため2回総当りを実施できなかったため、2試合行っているチーム間は1試合目の試合を採用することで1回総当りの結果で順位を決定した。7回裏終了時点で同点の場合はタイブレークを適応して決着まで試合を行う。全試合終了時点で2チーム同率の場合は、当該チーム戦での勝者が上位となる。
予選リーグの順位決定後、上位2チームで決勝戦、下位2チームで3位決定戦が行われる。なお3チームで開催された年はパラマストーナメント方式で決勝を行う。

## 歴代大会結果
特に記載がない場合、出典はに依った。
| 開催年                  | 期間                                 | 開催地                                     | 会場                                                                   | 出場チーム・結果                                                        | 備考                                 |                                      |
| ----------------------- | ------------------------------------ | ------------------------------------------ | ---------------------------------------------------------------------- | ----------------------------------------------------------------------- | ------------------------------------ | ------------------------------------ |
| 1999年                  | 8月11日 - 8月11日                    | 神奈川県横浜市 静岡県富士宮市 群馬県高崎市 | 神奈川県立保土ケ谷公園硬式野球場 静岡県ソフトボール場 高崎市城南野球場 | 1位 日本 · 2位 中国 · 3位 オーストラリア                                | [ 1 ]                                |                                      |
| 2000年、2001年は未開催  |                                      |                                            |                                                                        |                                                                         |                                      |                                      |
| 2002年                  | 8月30日 - 9月1日                     | 神奈川県横浜市                             | 神奈川県立保土ケ谷公園硬式野球場                                       | 1位 アメリカ · 2位 日本 · 3位 中国 · 4位 オーストラリア                 |                                      |                                      |
| 2003年                  | 11月28日- 11月30日                   | 神奈川県横浜市                             | 神奈川県立保土ケ谷公園硬式野球場                                       | 1位 アメリカ · 2位 日本 · 3位 中国                                      |                                      |                                      |
| 2004年                  | アテネオリンピック開催年のため未開催 | アテネオリンピック開催年のため未開催       | アテネオリンピック開催年のため未開催                                   | アテネオリンピック開催年のため未開催                                    | アテネオリンピック開催年のため未開催 | アテネオリンピック開催年のため未開催 |
| 2005年                  | 7月29日 - 7月31日                    | 神奈川県横浜市                             | 神奈川県立保土ケ谷公園硬式野球場 横浜スタジアム                        | 1位 日本 · 2位 アメリカ · 3位 中国 · 4位 オーストラリア                 |                                      |                                      |
| 2006年                  | 11月17日 - 11月19日                  | 神奈川県横浜市                             | 横浜スタジアム                                                         | 1位 アメリカ · 2位 日本 · 3位 中国 · 4位 オランダ                       |                                      |                                      |
| 2007年                  | 11月16日 - 11月18日                  | 神奈川県横浜市                             | 横浜スタジアム                                                         | 1位 アメリカ · 2位 日本 · 3位 オーストラリア · 4位 中国                 |                                      |                                      |
| 2008年                  | 北京オリンピック開催年のため未開催   | 北京オリンピック開催年のため未開催         | 北京オリンピック開催年のため未開催                                     | 北京オリンピック開催年のため未開催                                      | 北京オリンピック開催年のため未開催   | 北京オリンピック開催年のため未開催   |
| 2009年                  | 7月31日 - 8月2日                     | 宮城県仙台市                               | 仙台市民球場                                                           | 1位 アメリカ · 2位 日本 · 3位 オーストラリア · 4位 チャイニーズタイペイ |                                      |                                      |
| 2010年                  | 8月6日 - 8月8日                      | 宮城県仙台市                               | 仙台市民球場                                                           | 1位 アメリカ · 2位 日本 · 3位 チャイニーズタイペイ                      |                                      |                                      |
| 2011年 - 2014年は未開催 |                                      |                                            |                                                                        |                                                                         |                                      |                                      |
| 2015年                  | 8月7日 - 8月9日                      | 岐阜県大垣市                               | 大垣市北公園野球場                                                     | 1位 アメリカ · 2位 日本 · 3位 オーストラリア · 4位 チャイニーズタイペイ | [ 8 ]                                |                                      |
| 2016年                  | 9月2日 - 9月4日                      | 群馬県高崎市                               | 高崎市城南野球場                                                       | 1位 日本 · 2位 アメリカ · 3位 オーストラリア · 4位 チャイニーズタイペイ | [ 9 ]                                |                                      |
| 2017年                  | 8月25日 - 8月27日                    | 群馬県高崎市                               | 高崎市城南野球場                                                       | 1位 日本 · 2位 アメリカ · 3位 オーストラリア · 4位 カナダ               | [ 10 ]                               |                                      |
| 2018年                  | 11月2日 - 11月4日                    | 群馬県高崎市                               | 高崎市城南野球場                                                       | 1位 アメリカ · 2位 日本 · 3位 オーストラリア · 4位 チャイニーズタイペイ | [ 11 ]                               |                                      |
| 2019年                  | 8月30日 - 9月1日                     | 群馬県高崎市                               | 高崎市ソフトボール場                                                   | 1位 アメリカ · 2位 日本 · 3位 チャイニーズタイペイ · 4位 チェコ         | [ 12 ]                               |                                      |
| 2020年                  | 東京オリンピック開催年のため未開催   | 東京オリンピック開催年のため未開催         | 東京オリンピック開催年のため未開催                                     | 東京オリンピック開催年のため未開催                                      | 東京オリンピック開催年のため未開催   | 東京オリンピック開催年のため未開催   |
| 2021年                  | 東京オリンピック開催年のため未開催   | 東京オリンピック開催年のため未開催         | 東京オリンピック開催年のため未開催                                     | 東京オリンピック開催年のため未開催                                      | 東京オリンピック開催年のため未開催   | 東京オリンピック開催年のため未開催   |